# Habranthus erectus
Habranthus erectus är en amaryllisväxtart som beskrevs av Pierfelice Ravenna. Habranthus erectus ingår i släktet Habranthus och familjen amaryllisväxter. Inga underarter finns listade i Catalogue of Life.